# Casbia glaucochroa
Casbia glaucochroa är en fjärilsart som beskrevs av Turner 1906. Casbia glaucochroa ingår i släktet Casbia och familjen mätare. Inga underarter finns listade i Catalogue of Life.